# Pseudolampona marun
Pseudolampona marun är en spindelart som beskrevs av Norman I. Platnick 2000. Pseudolampona marun ingår i släktet Pseudolampona och familjen Lamponidae.
Artens utbredningsområde är Western Australia. Inga underarter finns listade i Catalogue of Life.